# Hedda Hopper
Pour les articles homonymes, voir Hopper.
Hedda Hopper est une actrice, mais surtout une chroniqueuse et échotière américaine, née le 2 mai 1890 à Hollidaysburg (Pennsylvanie), morte le 1er février 1966 à Hollywood (Californie).

## Biographie

### Début et carrière au cinéma
Née Elda Furry à Hollidaysburg (Pennsylvanie), elle est la fille d'un boucher Quaker. D'abord, elle rejoint une troupe de théâtre à Pittsburgh. En 1908, elle va à New York, où elle devient danseuse dans la chorale d'une compagnie d'opéra, l'« Aborn Light Opera Company ». Elle y rencontre l'acteur DeWolf Hopper, son aîné de 27 ans ; ils se marient en 1913. Ils ont un fils, Bill Hopper, mais le mariage est orageux et DeWolf est fréquemment infidèle.
DeWolf et Hedda déménagent à Hollywood en 1915, où DeWolf a obtenu un contrat avec la Triangle Film Company. Là, Hedda obtient son premier rôle dans un film, Battle of Hearts. Leur séjour à Hollywood se termine quand la compagnie Triangle s'écroule. Alors le couple retourne à New York, où Hedda tourne des rôles avec des studios locaux. Elle se forge une réputation pour jouer le rôle d'une femme du monde, jouant ensuite femme infidèle mariée à un millionnaire dans le film Virtuous Wives (1918). En 1920, elle jouit d'un tel succès qu'elle peut demander un salaire de 1 000 dollars par semaine. En 1922 son mariage avec DeWolf se termine.
En 1923, elle signe un contrat avec Metro-Goldwyn-Mayer, mais sa carrière stagne et elle est pour souvent prêtée à d'autres studios, jusqu'à ce que MGM annule son contrat. Elle perd ses économies après le krach de 1929 et elle ne travaille que sporadiquement pendant le début des années 1930.

#### Échotière
Hedda Hopper commence sa carrière d'échotière en 1935, quand le journal le Washington Herald lui offre une chronique de potins hebdomadaire. Elle prend fin après quatre mois, quand elle refuse d'accepter une diminution de son salaire de 50 dollars par semaine.
Alors que sa carrière cinématographique marque nettement le pas, Hedda Hopper rencontre la chance de sa vie lorsque le Los Angeles Times lui offre une chronique de potins intitulée « Hedda Hopper's Hollywood », qui débute en février 1938. L'année suivante, dans Femmes de George Cukor, elle est la « columnist », l'échotière. Elle en fait sa carrière, souvent opposée à l'autre autorité en matière de ragots, Louella Parsons. Elle obtient son premier grand « scoop » quand elle publie la nouvelle du divorce de James Roosevelt, le fils du président Franklin Delano Roosevelt, après qu'une liaison avec une infirmière a été découverte.
Pendant les années 1940, sa chronique syndiquée paraît dans les journaux de 85 grandes villes américaines, ceux de 3 000 petites villes, et dans 2 000 journaux hebdomadaires. Au milieu des années 1950, la chronique est lue quotidiennement par environ 32 millions de personnes.
Parmi ses amis politiques, elle compte notamment Joseph McCarthy, Howard Hughes, Ronald Reagan, J. Edgar Hoover et William Randolph Hearst. Pour plaire à Hearst, elle tente d'empêcher la sortie du film Citizen Kane d'Orson Welles en 1941, et elle soutient activement McCarthy et Reagan[réf. nécessaire].
À la radio, elle anime notamment The Hedda Hopper Show sur CBS de 1939 à 1942, et sur NBC en 1950.
En 1960 une émission spéciale pour la télévision intitulée Hedda Hopper's Hollywood, diffusée sur NBC, animée par Hopper, réunit Lucille Ball (une vieille amie), Francis X. Bushman, Liza Minnelli, John Cassavetes, Robert Cummings, Marion Davies (dont c'est la dernière apparition publique), Walt Disney, Janet Gaynor, Bob Hope, Hope Lange, Anthony Perkins, Debbie Reynolds, James Stewart et Gloria Swanson.
Elle est morte le même jour que Buster Keaton, avec qui elle avait joué dans Les Bijoux volés en 1931, Speak Easily en 1932 et le célèbre Boulevard du crépuscule de Billy Wilder en 1950, où elle incarne son propre rôle.

## Activisme politique
Selon Jennifer Frost, Hedda Hopper « se voyait aussi comme une personnalité politique et une activiste. Conservatrice et membre active de l'aile droite du Parti républicain, la place de Hopper à Hollywood et son travail d'échotière de potins lui donnaient un moyen pour promouvoir son agenda politique, dont le noyau était l'anti-communisme ». Dans ses chroniques, elle exprime une opposition forte au New Deal du gouvernement américain pendant les années 1930, l'intervention des États-Unis dans la Seconde Guerre mondiale, et le mouvement américain des droits civiques pendant les années 1940, 1950 et 1960.
En 1944, elle devient membre fondatrice du Motion Picture Alliance for the Preservation of American Ideals, une organisation anti-communiste de Hollywood. Elle denonce les acteurs José Ferrer et Howard Duff pour leurs liens supposés avec le communisme. Elle critique aussi les films qu'elle trouve dénigrants envers les États-Unis ou ceux qui présentent une vision favorable de l'URSS. Elle se voyait comme « la voix des petites villes de l'Amérique et se servait de ses chroniques pour exprimer ce qu'elle voyait comme les bonnes valeurs morales, et pour aviser et châtier les habitants de "Hollywood Babylon" au sujet de leur comportement réel ou allégué ».
L'une des victimes de Hopper est le scénariste Dalton Trumbo, qu'elle parvient à faire ajouter à la liste noire de Hollywood à la fin des années 1940 et pendant les années 1950.
Hopper lance une attaque soutenue contre Charlie Chaplin pendant les années 1940 et au début des années 1950. Elle le déteste à cause de ses opinions politiques de gauche, sa vie sentimentale, et sa décision de ne pas devenir citoyen américain, ce qu'elle trouve ingrat. En 1942, elle l'accuse dans une chronique d'avoir séduit puis abandonné une actrice de vingt-deux ans, Joan Barry. Hopper demande qu'il soit expulsé à cause de ses « turpitudes morales ».
Elle coopère même avec le FBI, fournissant des preuves de la liaison de Chaplin avec Joan Barry. Cette guerre médiatique menée par Hopper est l'une des causes qui pousse le gouvernement américain à refuser à Chaplin de revenir aux États-Unis en 1952.

## Dans la culture populaire
Son personnage fut successivement interprété dans quatre téléfilms : 
- 1976 : Alice Backes l'incarne dans Gable and Lombard.
- 1985 : Jane Alexander l'incarne dans Malice in Wonderland.
- 1995 : Katherine Helmond personnifie Hopper face à Sherilyn Fenn en Elizabeth Taylor dans L'Histoire d'Elizabeth Taylor (en).
- 2001 : Hopper est incarnée par Joanne Linville dans Il était une fois James Dean, avec James Franco dans le rôle-titre
- 2015 : Helen Mirren l'incarne au cinéma dans Dalton Trumbo de Jay Roach, film sorti en 2015.
- 2017 : Judy Davis l'incarne dans la série télévisée Feud

## Filmographie
- 1916 : The Battle of Hearts : Maida Rhodes
- 1917 : Seven Keys to Baldpate : Myra Thornhill
- 1917 : Her Excellency, the Governor : Sylvia Marlowe
- 1917 : Presque mariés (Nearly Married) de Chester Withey : Hattie King
- 1918 : The Beloved Traitor : Myrna Bliss
- 1918 : By Right of Purchase : Society Woman
- 1918 : Virtuous Wives : Irma Delabarre
- 1919 : The Third Degree : Mrs. Howard Jeffries Sr
- 1919 : Sadie Love : Mrs. James Wakeley
- 1919 : The Isle of Conquest : Mrs. Harmon
- 1920 : Le Fantôme de Lord Barington (The Man Who Lost Himself) de Clarence G. Badger et George D. Baker : Comtesse de Rochester
- 1920 : The New York Idea, de Herbert Blaché : Vida Phillimore
- 1921 : Heedless Moths : His Wife
- 1921 : The Inner Chamber : Mrs. Candor
- 1921 : Conceit : Mrs. Crombie
- 1922 : Sherlock Holmes : Madge Larrabee
- 1922 : Le Foyer en péril (What's Wrong with the Women?) de Roy William Neill : Mrs. Neer
- 1922 : Women Men Marry : Eleanor Carter
- 1923 : Has the World Gone Mad! : Mrs. Adams
- 1923 : Reno, la ville du divorce (Reno), de Rupert Hughes : Mrs. Kate Norton Tappan
- 1924 : Another Scandal : Cousin Elizabeth MacKenzie
- 1924 : Gambling Wives : Madame Zoe
- 1924 : Why Men Leave Home : Nina Neilson
- 1924 : Le Bonheur en ménage (Happiness), de King Vidor : Mrs. Chrystal Pole
- 1924 : Miami : Mary Tate
- 1924 : Sinners in Silk : Mrs. Stevens
- 1924 : Un pleutre (The Snob) : Mrs. Leiter
- 1925 : Her Market Value de Monta Bell : Mrs. Bernice Hamilton
- 1925 : Déclassé de Robert G. Vignola : Lady Wildering
- 1925 : Dangereuse Innocence (Dangerous Innocence) de William A. Seiter : Muriel Church
- 1925 : L'Amazone (Zander the Great) de George W. Hill : Mrs. Caldwell
- 1925 : Raffles : Mrs. Clarice Vidal
- 1925 : The Teaser : Margaret Wyndham
- 1925 : Borrowed Finery  d'Oscar Apfel : Mrs. Bordon
- 1926 : Dance Madness
- 1926 : Pourvu que ça dure (The Caveman) de Lewis Milestone : Mrs. Van Dream
- 1926 : Pleasures of the Rich de Louis J. Gasnier : Mona Vincent
- 1926 : L'habit fait le moine (film, 1926) (Skinner's Dress Suit) : Mrs. Colby
- 1926 : Lew Tyler's Wives : Virginia Philips
- 1926 : The Silver Treasure : Mrs. Gould
- 1926 : Don Juan : Marchesia Rinaldo
- 1926 : Fools of Fashion : Countess de Fragni
- 1926 : Mona Lisa
- 1926 : Obey the Law
- 1927 : Orchids and Ermine : The Modiste
- 1927 : Venus of Venice de Marshall Neilan : Jean's Mother
- 1927 : Matinee Ladies : Mrs. Aldrich
- 1927 : Les Enfants du divorce (Children of Divorce) : Katherine Flanders
- 1927 : Black Tears
- 1927 : The Cruel Truth : Grace Sturdevant
- 1927 : Adam and Evil : Eleanor Leighton
- 1927 : Les Ailes (Wings) de William A. Wellman et Harry d'Abbadie d'Arrast : Mrs. Powell
- 1927 : D'une femme à l'autre (One Woman to Another) de Frank Tuttle : Olive Gresham
- 1927 : The Drop Kick : Mrs. Hamill
- 1927 : A Reno Divorce : Hedda Frane
- 1927 : French Dressing : Bit Part
- 1928 : Companionate Marriage : Mrs. Moore
- 1928 : Condamnez-moi (Love and Learn) de Frank Tuttle : Mrs. Ann Blair
- 1928 : The Whip Woman : Countess Ferenzi
- 1928 : The Port of Missing Girls : Mrs. C. King
- 1928 : The Chorus Kid : Mrs. Garrett
- 1928 : Harold Teen de  Mervyn LeRoy : Mrs. Hazzit
- 1928 : Green Grass Widows (en)  d'Alfred Raboch : Mrs. Worthing
- 1928 : Undressed : Mrs. Stanley
- 1928 : Runaway Girls : Mrs. Hartley
- 1929 : Folle jeunesse (Girls Gone Wild) : Mrs. Holworthy
- 1929 : La Fin de madame Cheyney (The Last of Mrs. Cheyney) de Sidney Franklin : Lady Maria
- 1929 : Cat, Dog & Co. : President of the Be Kind to Animals Society
- 1929 : His Glorious Night : Mrs. Collingswood Stratton
- 1929 : Half Marriage : Mrs. Page
- 1929 : The Racketeer : Karen Lee
- 1929 : A Song of Kentucky : Mrs. Coleman
- 1930 : Sa plus belle vengeance (Such Men Are Dangerous) de Kenneth Hawks : Muriel Wyndham
- 1930 : High Society Blues : Mrs. Divine
- 1930 : Murder Will Out de Clarence G. Badger : Aunt Pat
- 1930 : Holiday : Susan Potter
- 1930 : Soyons gai (Let Us Be Gay) : Madge Livingston
- 1930 : Cœurs impatients (Our Blushing Brides), de Harry Beaumont : Mrs. Lansing Ross-Weaver
- 1930 : War Nurse : Mrs. Townsend, Matron
- 1931 : Quand on est belle : Mrs. Clara Williams
- 1931 : The Prodigal : Christine
- 1931 : Men Call It Love (en) d'Edgar Selwyn : Callie
- 1931 : A Tailor Made Man : Mrs. Stanlaw
- 1931 : Shipmates : Auntie
- 1931 : The Common Law : Mrs. Claire Collis
- 1931 : The Mystery Train : Mrs. Marian Radcliffe
- 1931 : Rebound : Liz Crawford
- 1931 : Flying High : Mrs. Smith
- 1931 : West of Broadway de Robert Thornby : Mrs. Edith Trent
- 1931 : Good Sport : Mrs. Atherton
- 1932 : L'Homme qui jouait à être Dieu (The Man who played God) : Alice Chittendon
- 1932 : Cabaret de nuit (Night World) d'Hobart Henley : Mrs. Rand
- 1932 : Comme tu me veux (As You Desire Me) : Madame Montari
- 1932 : Skyscraper Souls d'Edgar Selwyn : Ella Dwight
- 1932 : Downstairs : Countess De Marnac
- 1932 : Le Professeur (Speak Easily) : Mrs. Peets
- 1932 : The Unwritten Law : Jean
- 1933 : Men Must Fight : Mrs. Chase
- 1933 : Le Chant du Nil (The Barbarian) de Sam Wood : Mme Loway, touriste américaine
- 1933 : Deux Femmes (Pilgrimage) de John Ford : Mrs. Worth (Gary Worth's mother)
- 1933 : Beauty for Sale : Madame Sonia Barton
- 1934 : Bombay Mail : Lady Daniels
- 1934 : Let's Be Ritzy : Mrs. Burton
- 1934 : Et demain ? (Little Man, What Now?) de Frank Borzage : Nurse
- 1934 : No Ransom : Mrs. John Winfield
- 1935 : One Frightened Night (en) de Christy Cabanne : Laura Proctor
- 1935 : Lady Tubbs : Mrs. Ronald Ash-Orcutt
- 1935 : Society Fever : Mrs. Vandergriff
- 1935 : Désirs secrets (Alice Adams) : Mrs. Palmer
- 1935 : Vivre sa vie (I Live My Life) : Alvin's Mother
- 1935 : Cinquante mille dollars morte ou vive (Three Kids and a Queen) d'Edward Ludwig : Mrs. Cummings
- 1935 : Ship Cafe (en) de Robert Florey : Tutor
- 1936 : The Dark Hour : Mrs. Tallman
- 1936 : Doughnuts and Society de Lewis D. Collins : Mrs. Murray Hill
- 1936 : La Fille de Dracula (Dracula's Daughter) : Lady Esme Hammond
- 1936 : Bunker Bean : Mrs. Dorothy Kent
- 1937 : You Can't Buy Luck : Mrs. Agnes White
- 1937 : Dangerous Holiday : Lottie Courtney
- 1937 : Le Couple invisible (Topper) : Mrs. Grace Stuyvesant
- 1937 : Artistes et Modèles (Artists & Models) : Mrs. Townsend
- 1937 : Vogues 1938 (Vogues of 1938) d'Irving Cummings: Mrs. Van Klettering
- 1937 : La Joyeuse Suicidée  (Nothing Sacred) : Dowager
- 1938 : La Revanche de Tarzan (Tarzan's Revenge) de D. Ross Lederman : Penny Reed, Eleanor's Mother
- 1938 : Maid's Night Out : Mrs. Harrison
- 1938 : Dangerous to Know de Robert Florey : Mrs. Carson
- 1938 : Thanks for the Memory de George Archainbaud : Polly Griscom
- 1939 : La Baronne de minuit (Midnight) : Stephanie
- 1939 : Femmes (The Women) : Dolly Dupuyster (columnist)
- 1939 : What a Life : Mrs. Aldrich
- 1939 : Laugh It Off (en) : Elizabeth 'Lizzie' Rockingham
- 1940 : Les Bas-fonds de Chicago (Queen of the Mob) de James Patrick Hogan : Mrs. Emily Sturgis
- 1940 : Cross-Country Romance : Mrs. North
- 1941 : Life with Henry : Mrs. Aldrich
- 1941 : L'Escadrille des jeunes (I Wanted Wings) de Mitchell Leisen : Mrs. Young
- 1942 : Les Naufrageurs des mers du Sud (Reap the Wild Wind) de Cecil B. DeMille : Aunt Henrietta Beresford
- 1950 : Boulevard du crépuscule (Sunset Blvd.) : Elle-même
- 1960 : Pepe : (Caméo)
- 1966 : Alice in Wonderland or What's a Nice Kid Like You Doing in a Place Like This? (TV) : Hedda, the Mad Hatter